# Топлое
То́плое — село в составе Малосердобинского сельсовета Малосердобинского района Пензенской области России.

## География
Село находится в южной части Пензенской области, в пределах южной части Приволжской возвышенности, в лесостепной зоне, на расстоянии 10 километров (по прямой) к югу от Малой Сердобы, административного центра района, и в 90 километрах к югу от Пензы, вблизи границы с Саратовской областью. Абсолютная высота — 216 метров над уровнем моря. В селе и его окрестностях располагаются 4 пруда: Камаёв, Мысев (Моисеев), Конец и Каменный овраг.

### Климат
Климат характеризуется как умеренно континентальный, с относительно жарким летом и холодной продолжительной зимой. Средняя температура воздуха самого холодного месяца (января) составляет −13 °C; самого тёплого месяца (июля) — 20 °C. Продолжительность безморозного периода равна 140—150 дней. Годовое количество атмосферных осадков — 497 мм, из которых большая часть выпадает в тёплый период. Снежный покров держится в течение 130—140 дней.

### Часовой пояс
Село Топлое, как и вся Пензенская область, находится в часовой зоне МСК (московское время). Смещение применяемого времени относительно UTC составляет +3:00.

## История
Село было основано генералом Петром Александровичем Соймоновым на земле, пожалованной ему указом императрицы Екатерины II. Земля была намежевана в 1788 году из казённых земель. В 1800 году оно было передано по наследству его дочери, Гагариной Екатерине Петровне.
Первые жители были перевезены Соймоновым из села Болтинка Курмышского уезда Нижегородской губернии и села Дубенское Арзамасского уезда Симбирской губернии. В 1811 году деревня называлась Соймоново, Екатеринино. Первая улица была построена при озере Топлом, поэтому с 1820-х годов село стало называться нынешним именем. По данным переписи 1811 года в селе было 17 ревизских душ дворовых людей, 97 ревизских душ крестьян. В 1834 году была построена и освящена каменная церковь во имя Сошествия Святого Духа с приделом во имя Архангела Михаила (в настоящее время является памятником архитектуры). По состоянию 1835 год в селе проживало 613 ревизских душ, 112 дворов.
Перед отменой крепостного права имение княгини Гагариной насчитывало 622 ревизские души крестьян, 2 ревизские души дворовых, 81 тягло на барщине и 134 на оброке. У крестьян было 159 дворов на 139,5 десятин усадебной земли, 2487 десятин пашни, 645 десятин сенокоса, 615 десятин выгона. У помещицы было 930 десятин земли, сверх того 1417,5 десятин неудобной земли.
В 1861 году крестьяне вышли на дарственный надел, на ревизскую душу пришлось по 1,1 десятине земли, поэтому основным средством их существования была работа в барском хозяйстве.
В 1877 году Топлое относилось к Камышинской волости Петровского уезда Саратовской губернии, в селе было 254 двора и церковно-приходская школа.
Осенью 1905 года имение князя Гагарина было сожжена боевой группой малосердобинских крестьян, имевшими давние счеты с Гагариными, которые, по их мнению, захватили их землю, дарованную предкам крестьян в 1699 году Петром I. Пожаром также был уничтожен большой архив Гагариных.
В 1923-28 годах село относилось к Жуковской волости Петровского уезда Саратовской губернии, в 1924 году в селе насчитывалось 408 дворов, 2 школы, 3 ветряных мельницы, 3 крестьянских общества — топловское (2362 га), чуварлейское (771 га) и кузятовское (1585 га).
В 1928 году село вошло в состав образованного Малосердобинского района Саратовского округа Нижне-Волжского края. С января 1934 года находилось в составе Саратовского края, с декабря 1936 года — в Саратовской области, а 4 февраля 1939 года было передано в состав вновь образованной Пензенской области.
От голода 1932-33 гг. в Топлом, по разным данным, умерли от 200 до 300 человек.
В годы коллективизации в селе были образованы колхозы «Международный юношеский день» и «Память Кирова».
В начале 1970-х годов село являлось центром колхоза «Путь к коммунизму», одним из лучших в Малосердобинском районе по хозяйственным и социальным показателям.
В 1974 году в Топлом была построена новая восьмилетняя школа, в 1987 году — дом культуры на 300 мест, в 1988 году — филиал районной школы искусств и колхозная столовая на 40 мест. В 1991 году к школе были пристроены новые классы и столовая, она получила статус средней. В этом же году началась газификация села.
Законом Пензенской области от 22 декабря 2010 года, Топловский сельсовет упразднён с передачей территории Малосердобинскому сельсовету.
18 апреля 2020 года в селе впервые появилась сотовая связь, представленная оператором Tele2.

## Современное состояние

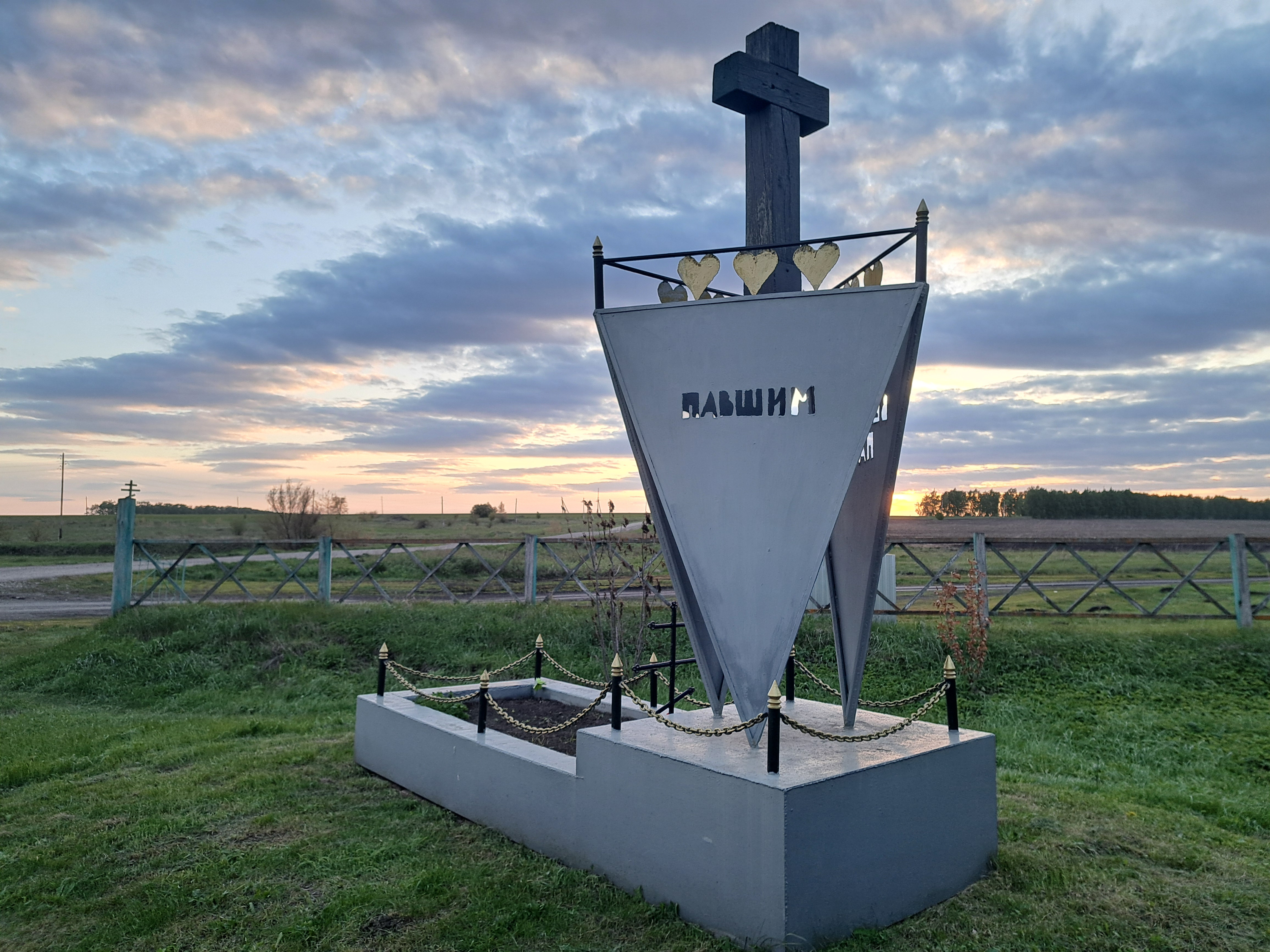
Памятник жертвам голодомора на кладбище с. Топлое

По состоянию на 2022 год в Топлом 210 домовладений, дом культуры на 300 мест, основная школа на 150 мест, фельдшерско-акушерский пункт, школьный стадион, магазин, памятники истории и культуры: памятник воинам-землякам, погибшим в годы Великой Отечественной войны, памятник жертвам голодомора 1933 года, Михайло-Архангельский храм (объект культурного наследия Пензенской области).

## История образования в селе

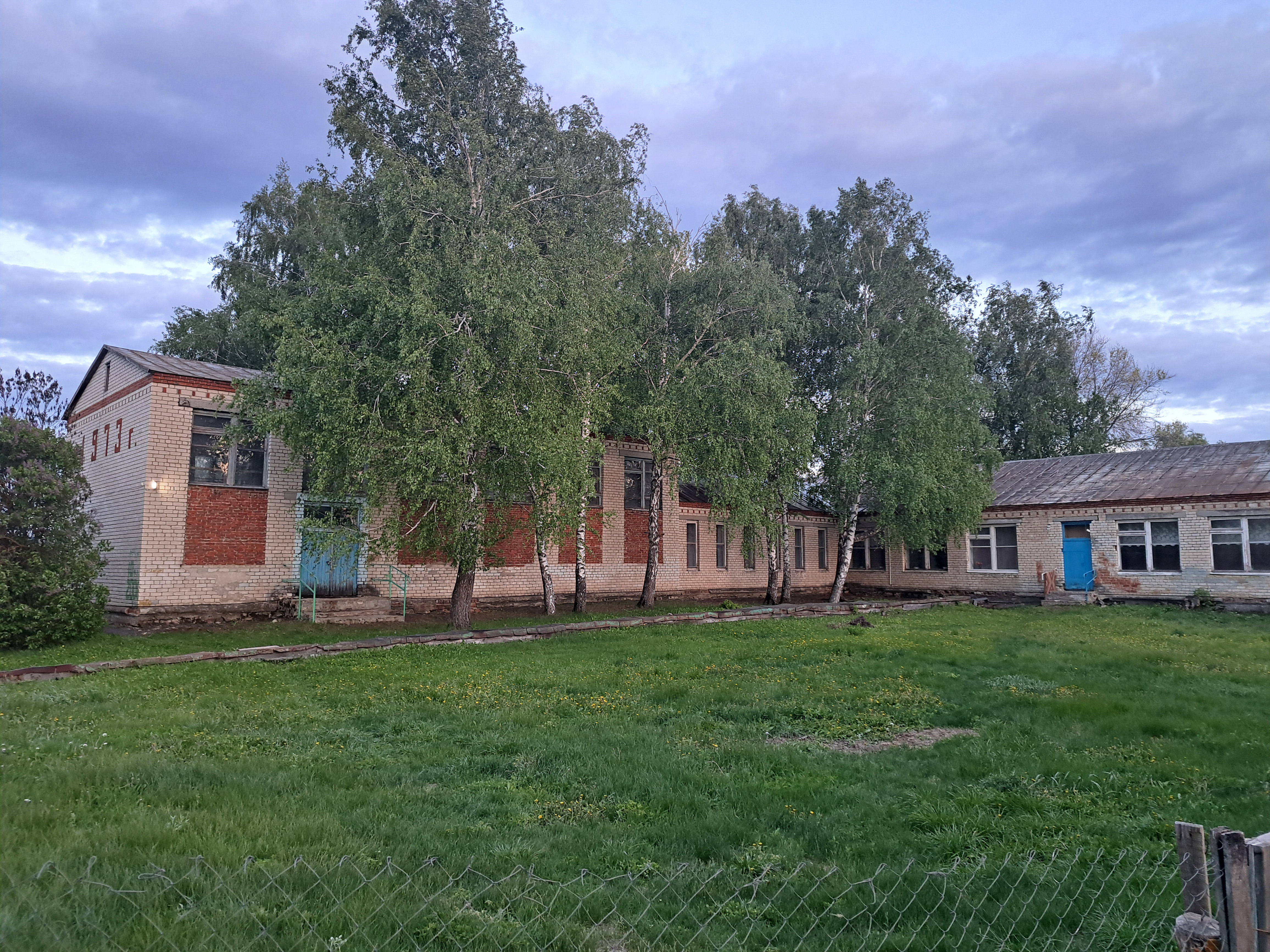
Топловская основная школа

Первым учебным заведением в селе стала открытая 20 ноября 1880 года церковно-приходская школа при Михайло-Архангельском храме. Церковно-приходской статус школы сохранился до её закрытия в 1925 году, когда священнослужители перешли на позиции обновленчества.
В то же время в селе работала школа Наркомата просвещения РСФСР.
В 1930 году в Топлом была открыта неполная средняя школа-семилетка, в 1962 году она стала восьмилетней, а в 1970 году получила наименование неполной средней школы.
После ввода в эксплуатацию нового здания 1 февраля 1990 года, преобразована в среднюю общеобразовательную школу.
30 мая 2007 года получила наименование «Муниципальное общеобразовательное учреждение средняя общеобразовательная школа с. Топлое».
Спустя пару лет, в связи с отсутствием контингента учащихся, ей был возвращен статус основной школы (МБОУ ООШ с. Топлое).

## Население
| 1800  | 1835  | 1859  | 1877  | 1884  | 1897  | 1914  | 1921  | 1924  | 1928  | 1931  |
| ----- | ----- | ----- | ----- | ----- | ----- | ----- | ----- | ----- | ----- | ----- |
| 220   | ↗1288 | ↗1355 | ↗1467 | ↘1327 | ↗1553 | ↗2212 | ↗2260 | ↗2287 | ↗2593 | ↗2679 |
| 1935  | 1936  | 1937  | 1939  | 1959  | 1970  | 1973  | 1979  | 1989  | 1996  | 2001  |
| ↘1228 | ↘1188 | ↗1250 | ↗1259 | ↘979  | ↘728  | ↘640  | ↘579  | ↗633  | ↘625  | ↗632  |
| 2002  | 2003  | 2004  | 2010  | 2011  | 2021  |       |       |       |       |       |
| ↘580  | ↘573  | ↗603  | ↘513  | ↘495  | ↘397  |       |       |       |       |       |

### Национальный состав
Согласно результатам переписи 2002 года, в национальной структуре населения русские составляли 97% из 580 чел.

## Происшествия

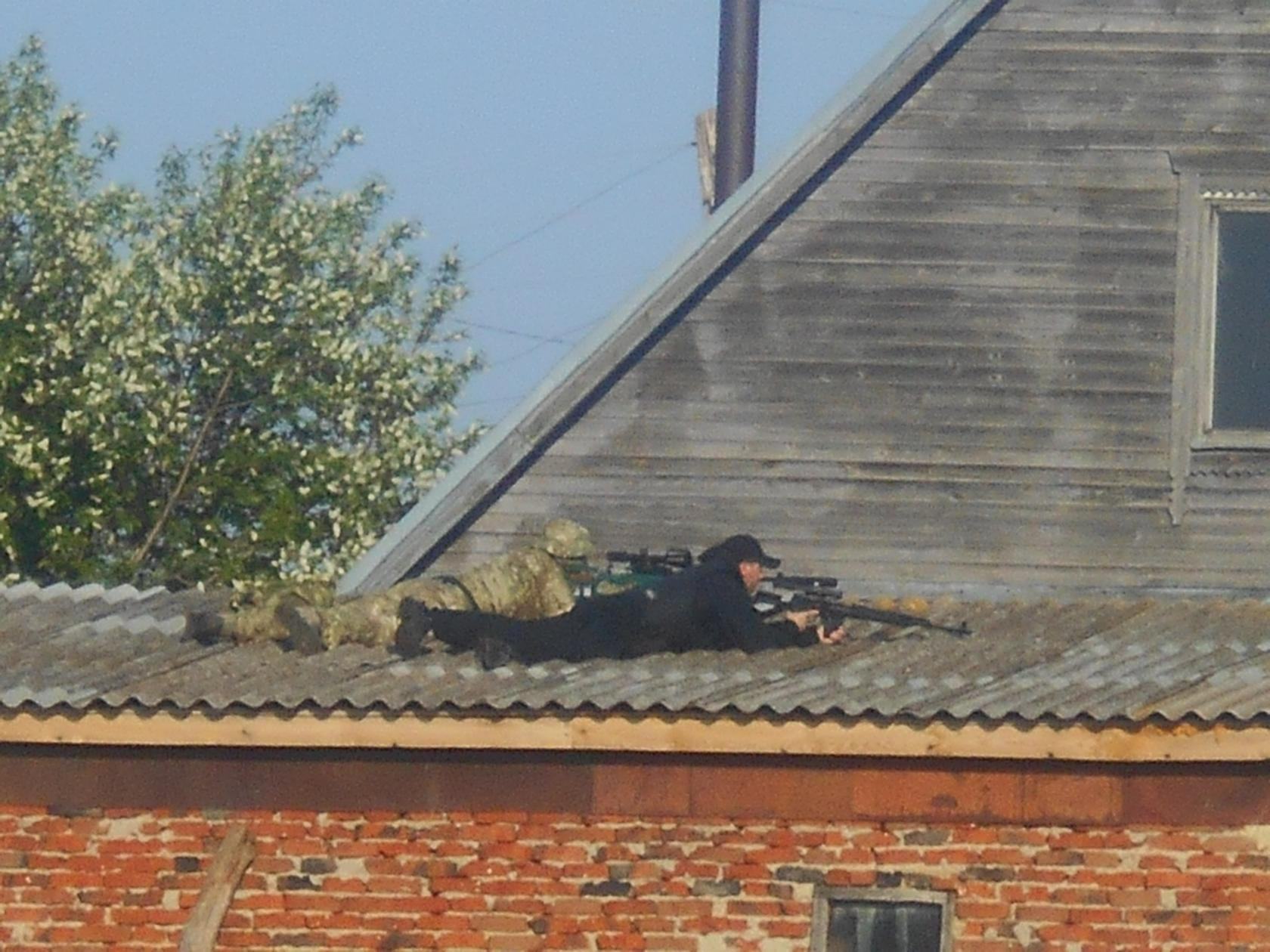
Сотрудники СОБРА в Топлом в день происшествия

В ночь с 7 на 8 мая 2019 года 56-летний житель села, находясь под алкогольным опьянением, ранил ножом двоих человек и застрелил из карабина «Сайга» прибежавшего на помощь односельчанина. Нападавший отказался сдаться прибывшим сотрудникам СОБРа и совершил самоубийство.

## Известные уроженцы
- Зажигин Иван Степанович — участник Великой Отечественной войны, командующий пулемётным отделением 300-го гвардейского стрелкового полка 99-й гвардейской стрелковой дивизии 7-й армии Карельского фронта. 21 июня 1944 года в составе группы из шестнадцати добровольцев переправился через Свирь и принял участие в захвате плацдарма на берегу реки. Действия группы способствовали успешному форсированию Свири остальными советскими частями. Указом Президиума Верховного Совета СССР от 21 июля 1944 года удостоен звания Героя Советского Союза с вручением ордена Ленина и медали «Золотая Звезда»[19][20]. Его именем названа центральная улица села, на которой расположена школа[21].